# Palais archiépiscopal de Sens
Le palais archiépiscopal de Sens est un ensemble de bâtiments situé à Sens, dans le département français de l'Yonne et qui fut le siège de l'ancien archevêché de Sens jusqu'à la Séparation de l'Église et de l'État en 1905. Il abrite depuis les années 1980 les Musées de Sens.

## Description
Situé derrière la Cathédrale Saint-Étienne, l'ensemble des bâtiments a formé jusqu'en 1905 le palais des Archevêques de Sens et abrite aujourd'hui le Musée de Sens et le Trésor de la Cathédrale. Le palais est maintenant composé de quatre corps de bâtiments, disposés autour d'une grande cour. Le côté ouest de la cour est fermé par un  grand bâtiment médiéval qui est le Palais synodal. Au sud de la cour se trouve un bâtiment datant du XVIIIe siècle, qui abritait les écuries autrefois. À l'arrière de ce bâtiment, au nord, les jardins de l'archevêché ont récemment été reconstitués avec l'ouverture du pavillon de l'Orangerie comme lieu d'expositions temporaires, tout près de la grande chapelle des archevêques, ensemble édifié au XVIIIe siècle.

## Histoire
L'archevêque résidait  en compagnie des  chanoines dans le cloître, au nord de la cathédrale, jusqu’à ce que le grand incendie de 967 détruisit le quartier canonial et le groupe épiscopal. L'archevêque Archambault trouva alors refuge à l'abbaye Saint-Pierre-le-Vif, l'archevêque Seguin (978 - 999) fit bâtir une nouvelle résidence, séparée du cloître, au sud de la cathédrale.
Aucune information ne nous est parvenue sur la résidence épiscopale antérieurement à la seconde moitié du XIIe siècle. Le palais n'apparaît vraiment qu'après les travaux de reconstruction de la cathédrale gothique. Dans la seconde moitié du XIIe siècle, le palais disposait d'un verger. On peut penser qu'il occupait déjà l'emplacement des jardins actuels du musée. La résidence des archevêques, endommagée lors de l'incident de 1268, fut remaniée à la fin du XIIIe et au cours du XIVe siècle. La reconstruction du palais au XIVe siècle, ainsi que d'importants travaux à la cathédrale, fut probablement réalisée sous l'épiscopat de Guillaume II de Melun (1345-1376), principal conseiller du roi Charles V. C'est sûrement à la suite de ces travaux du XIVe siècle que le palais fut séparé en deux secteurs distincts.
L'ancien archevêché bénéficie de plusieurs protections au titre des monuments historiques grâce à des classements en 1862, 1909 et 2014.

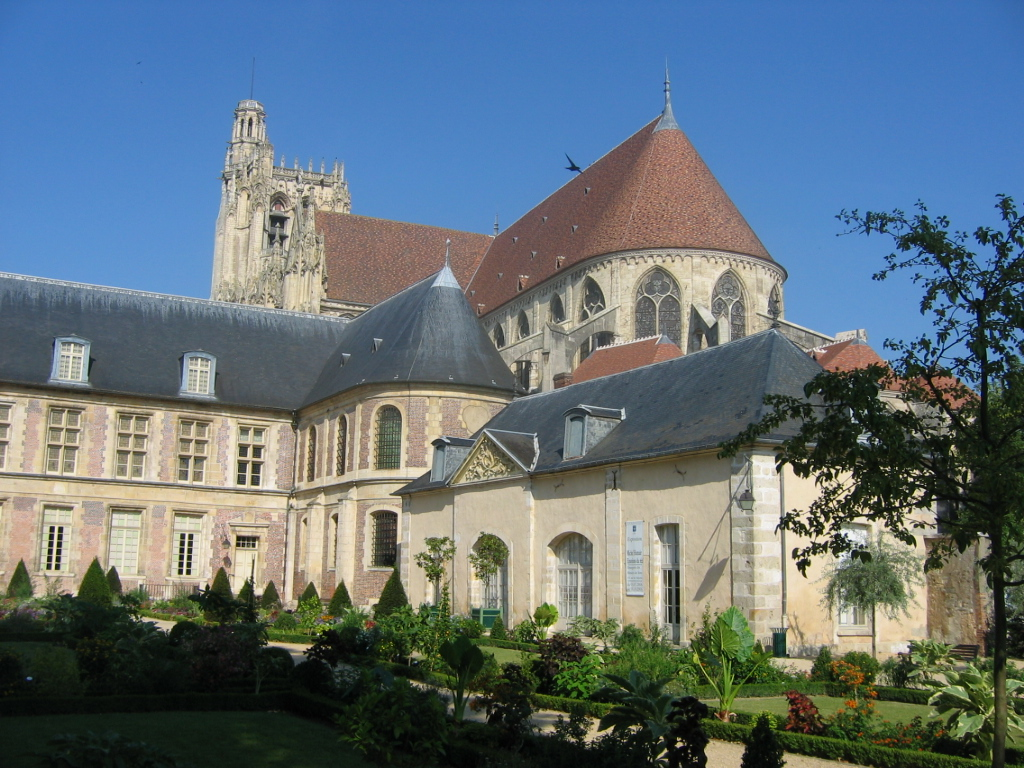
Vue arrière du Palais archiépiscopal, de la chapelle des Archevêques et de l'Orangerie depuis les Jardins